# Harbine (Nebraska)
Harbine je selo u američkoj saveznoj državi Nebraska. Prema popisu stanovništva iz 2010. u njemu je živjelo 49 stanovnika.